# Filip Lenș
Filip Lenș (n. 1779 - d. 1853) a fost un boier care a ocupat diferite funcții în administrația Țării Românești (vornic, mare vistiernic și logofăt al dreptății).
În anul 1763, în timpul celei de-a doua domnii a lui Constantin Racoviță în Țara Românească, a venit la București francezul Jean-Baptiste Linche, originar din Marsilia, pe postul de secretar. Aici s-a căsătorit cu o româncă, cu care a avut un fiu, Philippe Linche, cu numele transcris în grafia locală ca Filip Lenș.
După alte surse, tatăl său se numea Jean-Baptiste Linchou și a ajuns în Țara Românească ca secretar particular și preceptor al copiilor lui Alexandru Vodă Ipsilanti.
La sfârșitul secolului al XVIII-lea, moșia și satul Țăndărei au intrat în stăpânirea lui Filip Lenș, crescut sub protecția lui Ipsilanti, care i-a acordat diferite funcții în administrația Țării Românești.
În anul 1821, patriarhul ecumenic Antim l-a numit mare justițiar al Patriarhiei Ecumenice a Constantinopolului. A fost proprietar al unor întinse moșii din județul Ialomița, la Țăndărei, Luciu și Mărculești. A ctitorit biserica Sfinții Voievozi din Țăndărei (1839) și biserica Sfântul Nicolae din Mărculești (1844).
În 1821 boierul Filip Lenș a ridicat în București un palat (cunoscut în prezent sub denumirea Casa Vernescu) pentru a-l oferi ca dar de nuntă miresei sale, Lisaveta Balotescu-Cărpinișanu.
Nicolae Iorga face un succint dar relevant portret al lui Filip Lenș: 
.... Fiu al lui Constantin Nenciulescu va fi fost Alexandru sau Alecu, un cunoscut boier, care fu pe rând, până după 1830, Vistier, Vornic de poliție al Bucureștilor și, la urmă, Caimacam al Craiovei. Se pare că acest nou stăpân al moșiei a fost cel care a trecut-o unui tovarăș de Divan, lui Filip Lenș, foarte bogatul credincios al lui Vodă-Carageà, căruia îi plăceau oamenii cari știu să afle, pe orice cale, banul, pentru Domnie și pentru ei înșiși. Astfel satul, fericit supt Nenciulești, boieri de viță mai nouă, ridicați din mijlocul sărăcimii, încăpu în ascuțitele ghiare ale omului hrăpăreț, care nu știa în toată țara mai bogați decât el, afară de bătrânul Brâncoveanu și de bancherul Hagi-Moscu, cei cu pungile multe. Deși avea la 1828 titlul de Postelnic, Lenș nu se uita atâta la cinste, cât la folos, și averea-i crescu încă prin meșteșuguri ca arendaș al poștelor și Ocnelor și ca Mare Cămăraș al celui d’intăiu Domn pământean.
În memoriile sale, Constantin Bălăceanu-Stolnici scrie următoarele:
Jean Baptiste Linchou, un fost perceptor al copiilor lui Alexandru Ipsilante, venit din Marsilia s-a îmbogățit cu timpul. Fiul său, pe care l-a avut cu o cârciumăreasă roabă romă a boierului Hrisoscoleu, și-a schimbat numele în Lenș și apoi a fost căftănit boier de Grigore VI Ghika, pe care l-a sprijinit să ia Domnia. ... Metamorfoza acestui Linchou în Lenș și apoi în conte de Linche de Moissac este una din cele mai amuzante mistificări genealogice pe care societatea românească a acceptat-o în mare parte din cauza marilor bogății acumulate de această familie și a rafinamentului francez al membrilor ei.
Ion Ghica, în ale sale „Scrisori către V. Alecsandri” nota următoarele:
Grigorie vodă Ghica, când s-a dus la Țarigrad să primească domnia de la sultan, luase cu dânsul pe un boier, anume Filip, fiul unui marseliez pribegit, venit cu Ipsilant. Acel Filip făcuse cunoștință cu un impiegat al Porții și, la întoarcerea sa în țară, scria turcului cele ce se petreceau la domnie, ceea ce aflând Grigorie vodă Ghica a pus de l-a pecetluit și l-a surghiunit.
Filip Lenș a avut un conac în satul Pitaru. Aici, la 15 mai 1838, într-o cameră de serviciu a conacului s-a născut marele pictor Nicolae Grigorescu.
Trei fii ai postelnicului Filip Lenș (Constantin, Alexandru și Ioan-Baptist) au plecat să studieze la pensionul lui M. Lemoine din Paris, ocazie cu care Filip Lenș a depus o „garanție”, reprezentând „plata pensiunii [...] pe șase luni în avans”.
Filip Lenș a decedat în 1853, în timpul Războiului Crimeii.